# 트립 호킨스

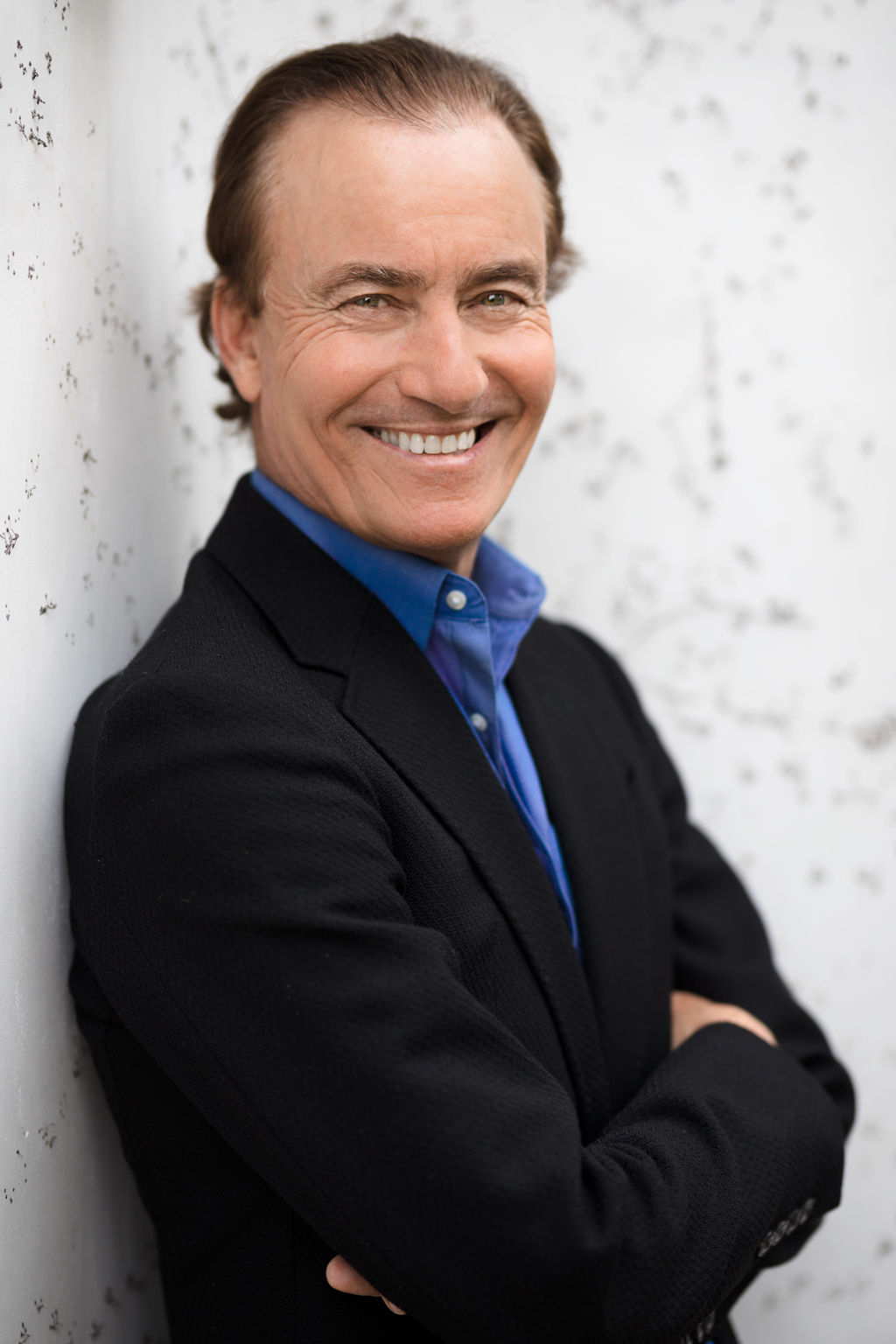

트립 호킨스(Trip Hawkins, 본명: 윌리엄 머레이 "트립 호킨스" 3세, William Murray "Trip" Hawkins III, 1953년 12월 28일 ~ )은 미국의 기업가이자 일렉트로닉 아츠, 3DO 컴퍼니, 디지털 초콜릿의 창립자이다.

## 경력
스트랫오매틱(Strat-O-Matic) 축구 펜(pen)과 종이 게임의 팬인 호킨스는 10대 때 짝퉁 버전을 만들기 위해 첫 사업을 시작했다. 아버지로부터 5,000달러를 빌려 벤처를 시작했고 NFL 게임 프로그램에 자신의 게임을 광고했지만 사업은 실패했다. 결국 그는 첫 번째 컴퓨터를 받았고 디지털 축구 게임을 만드는 데 관심을 갖게 되었다. 왜냐하면 이를 통해 플레이어는 게임의 어려운 계산을 모두 내부적으로 처리할 수 있었기 때문이다. 그는 하버드 대학교에서 전략 및 응용 게임 이론 학부 전공을 설계했다.
이 무렵인 1975년에 호킨스는 가정용 컴퓨터가 포화 상태에 이르면 게임 디자인 분야에서 성공적인 경력을 쌓는 데 7년이 걸릴 것이라고 추정했다. 그는 1982년 비디오 게임 출판사인 일렉트로닉 아츠(EA)를 설립하기 위해 회사를 떠날 당시 애플 컴퓨터의 전략 및 마케팅 이사였다. EA는 그의 리더십 하에 수년 동안 성공을 거두었다. 그는 이 기간 동안 단순한 1인 제작에서 복잡한 팀 프로젝트로 게임 산업의 진화를 주도한 공로를 인정받았다. 그의 첫 번째 큰 승리 중 하나는 존 매든(John Madden)을 그의 회사 축구 경기의 대변인이자 컨설턴트로 영입한 것이었고, 이는 결국 인기 있는 매든 NFL 비디오 게임 시리즈로 이어진다.
이 시점에서 EA는 닌텐도의 엄격한 라이센스 정책을 다루고 싶지 않은 컴퓨터 소프트웨어 회사였다. 그는 세가가 제네시스를 출시했을 때 기회를 보았다. 라이선스 비용을 지불하고 싶지 않은 그는 회사에서 라이선스 없는 게임을 만들 수 있도록 시스템을 리버스 엔지니어링하는 팀을 고용했다. 호킨스는 결국 자신의 의도를 세가에 밝히고 닌텐도와 맞서기 위한 파트너십을 제안하면서 "소송할 수 있지만 우리는 기술 박람회를 성공적으로 마쳤고 훌륭한 변호사도 있다. 그러니 우리를 공식 라이센스 사용자로 만들어 달라. 그리고 우리에게 할인된 요율을 제공해달라."고 말했다. 세가는 호킨스가 자신의 연구를 다른 제3자 회사에 판매할 것이라고 예상하고 이에 동의하고 그들을 파트너로 삼았다.
그는 이사회 의장으로 남아 있었지만 1991년 EA에서 비디오 게임 콘솔 회사인 3DO를 설립했다. 1994년 7월 EA 이사회에서 사임했다. 한편, 3DO는 EA를 포함한 여러 다른 회사와 협력하여 설립되었다. 1993년 출시 당시 3DO는 당시 가장 강력한 비디오 게임 콘솔이었다. 200달러 미만의 다른 주요 시스템에 비해 비싼 599달러(2022년 약 1,300달러에 해당)에 출시되었다. 엄청난 가격과 게임 플레이를 희생하면서 풀 모션 비디오 시퀀스(당시에는 최첨단 기술)에 과도하게 의존하는 약한 게임으로 인해 판매가 저조했다. 1994년 소니 플레이스테이션과 세가 새턴이 출시되면서 시스템에 대한 희망은 더욱 손상되었다. 둘 다 3DO보다 가격이 더 비싸지만 더 현대적인 하드웨어와 강력한 자사 지원을 제공했다. 시장에서 3DO의 실패를 인정하면서도 넥스트 제네레이션은 호킨스를 "1995년 게임 산업에서 가장 중요한 인물 75인"에 포함시켜 그를 "게임 시장의 비전가 중 한 명"이라고 불렀다.
1996년에 3DO는 시스템 개발을 중단하고 비디오 게임 개발자로 전환하여 플레이스테이션, PC 및 기타 콘솔용 게임을 만들었다. 호킨스는 회사의 회장 겸 CEO로 남아 있는 동안 크리에이티브 디렉터의 역할도 추가로 맡았다. 호킨스는 게임의 브랜딩과 6~9개월의 제작 일정에 중점을 두었다. 그 결과 품질과 판매가 악화되었다. 호킨스는 이전에 실패한 회사를 구제하기 위해 보유 현금을 사용했지만 마지막으로 이를 거부했다. 타이틀 판매 부진으로 인해 2003년 5월 파산했다. 사라진 회사는 마이트 앤 매직(Might and Magic) 시리즈를 포함한 대부분의 지적 재산을 출판사 유비소프트에 매각했으며 트립 호킨스는 3DO 콘솔 하드웨어 및 소프트웨어의 소유권을 유지했다.
2003년 후반에 호킨스는 디지털 초콜릿이라는 새로운 비디오 게임 개발 회사를 설립했다. 이 회사는 휴대용 장치용 게임 개발에 중점을 두었다. 그는 2012년 5월 디지털 초콜릿의 CEO 자리에서 물러났다.
2012년 호킨스는 사람의 움직임을 3D로 읽을 수 있지만 2D 카메라만 필요한 모션 제어 소프트웨어를 개발하는 이스라엘 기술 회사 익스트림 리얼리티(Extreme Reality)의 이사회에 합류했다.
2013년 3월 20일, 게임용 모바일 광고 기술 플랫폼인 NativeX는 트립 호킨스를 이사회의 수석 고문으로 발표했다. 호킨스는 2014년 12월 모바일 e스포츠 플랫폼인 스킬즈(Skillz)의 자문단에 전략 고문으로 합류하기도 했다.
그의 최신 스타트업인 이프 유 캔 컴퍼니(If You Can Company)는 연민과 괴롭힘 방지 교육을 통해 어린이의 사회적, 정서적 발달을 촉진하는 것을 목표로 한다. 첫 번째 게임인 "IF..."는 무료 플레이 모델을 사용하며 교육 환경의 교사와 학생을 대상으로 한다.
호킨스는 캘리포니아주 산타바바라에 거주하며 2016년부터 2019년까지 캘리포니아대학교 산타바바라 캠퍼스에서 기업가 정신 및 리더십 교수로 재직했다.